# Salida y puesta de la luna

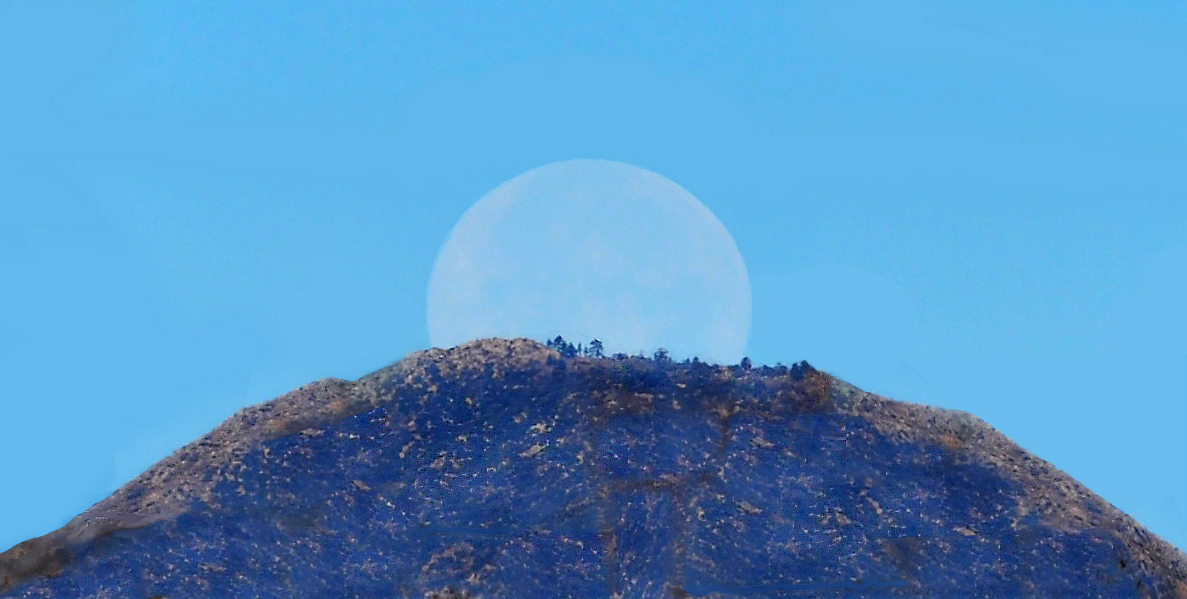
Una luna llena hundiéndose detrás de la montaña de San Gorgonio, California, en una mañana de mediados de verano.

La salida y la puesta de la luna son momentos en los que el extremo superior de la Luna aparece sobre el horizonte y desaparece debajo de él, respectivamente. Los tiempos exactos dependen de la fase lunar y de la declinación, así como de la ubicación del observador. Vista desde fuera de los círculos polares, la Luna, como todos los demás objetos celestes fuera del círculo circumpolar, sale por la mitad oriental del horizonte y se pone en la mitad occidental  debido a la rotación de la Tierra. 

## Dirección y hora

### Dirección
Como la Tierra gira hacia el este, todos los objetos celestes fuera del círculo circumpolar (incluidos el Sol, la Luna y las estrellas) salen por el este y se ponen por el oeste  para los observadores fuera de los círculos polares. La variación estacional significa que a veces nacen en el este-noreste o este-sureste, y a veces se ponen en el oeste-suroeste o oeste-noroeste.  Esta variación norte-sur del punto a lo largo del horizonte está delimitada por dos paradas o giros lunares, cuyas direcciones a veces se representan en construcciones arqueoastronómicas.  La Luna tarda 18,6 años en recorrer esta variación, vista desde un punto estratégico en la Tierra.

### Tiempo

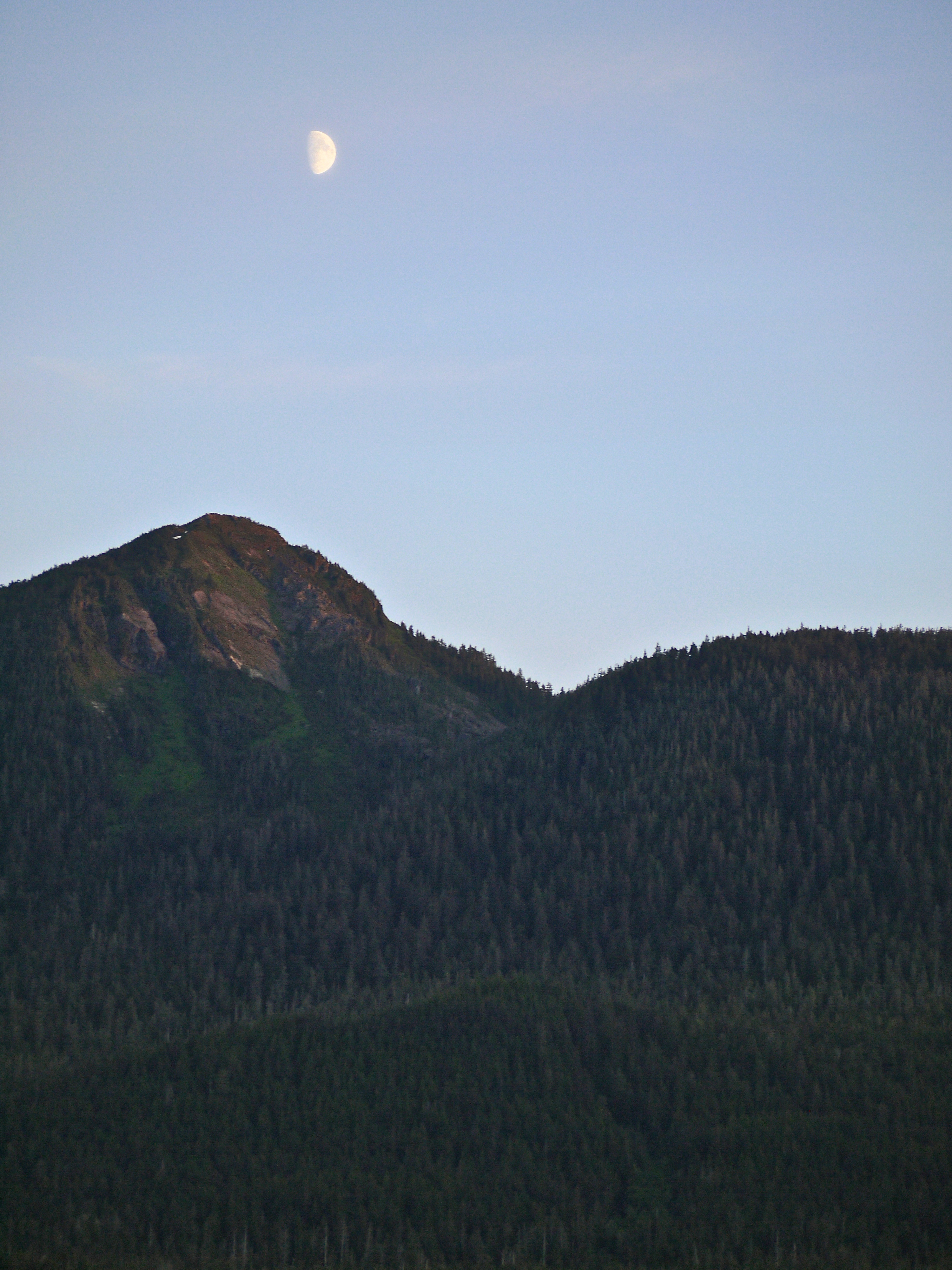
Una luna gibosa creciente, elevándose sobre montañas con árboles coníferos.

La posición de la Luna con respecto a la Tierra y el Sol determina la hora de salida y puesta de la Luna. Por ejemplo, el cuarto menguante sale a medianoche y se pone a mediodía.  La luna gibosa menguante se ve mejor desde tarde en la noche hasta temprano en la mañana.  La Luna sale entre 30 y 70 minutos (debería ser un número fijo, unos 50 minutos, si son los mismos 13 grados) más tarde cada día /noche que el día/noche anterior, debido al hecho de que la Luna se mueve 13 grados cada día. Por lo tanto, la Tierra debe moverse 13 grados después de completar una rotación para que la Luna sea visible. 
| Fase lunar (ilustración vista desde el hemisferio norte) | Salida | Culminación (punto más alto) | Puesta | Mejor vista                                                                                       |
| -------------------------------------------------------- | ------ | ---------------------------- | ------ | ------------------------------------------------------------------------------------------------- |
| Luna nueva                                               | 6 AM   | Mediodía                     | 6 PM   | No visible a menos que haya un eclipse solar                                                      |
| Luna creciente                                           | 9 AM   | Tarde                        | 9 PM   | Desde el final de la mañana hasta el principio de la tarde                                        |
| Cuarto creciente                                         | 12 PM  | Atardecer                    | 12 AM  | Desde principio de la tarde hasta tarde por la noche                                              |
| Luna creciente convexa                                   | 3 PM   | Tarde avanzada               | 3 AM   | Temprano del anochecer y la mayor parte de la noche                                               |
| Luna llena                                               | 6 PM   | Medianoche                   | 6 AM   | Desde el atardecer hasta el amanecer (toda la noche), es posible que se produzca un eclipse lunar |
| Luna menguante convexa                                   | 9 PM   | Antes del amanecer           | 9 AM   | La mayor parte de la noche y la madrugada                                                         |
| Cuarto menguante                                         | 12 AM  | Amanecer                     | 12 PM  | Desde antes del amanecer hasta después del amanecer                                               |
| Luna menguante                                           | 3 AM   | Tarde en la mañana           | 3 PM   | Desde antes del amanecer hasta la tarde                                                           |

## Apariencia visual

Distorsión atmosférica de la apariencia de la Luna en el horizonte de la Tierra.

La Luna parece más grande al salir o al ponerse debido a una ilusión. Esta ilusión, conocida como la ilusión de la Luna, es causada por un efecto del cerebro. No existe una explicación definitiva para la ilusión de la Luna. Sin embargo, lo más probable es que se deba a la forma en que el cerebro percibe los objetos a diferentes distancias y/o a la distancia a la que esperamos que estén los objetos cuando están cerca del horizonte. 
La Luna parece más amarillenta cerca del horizonte. Esta es la misma razón por la que el Sol y/o el cielo parecen de color rojo anaranjado al amanecer o al atardecer. Cuando la Luna aparece cerca del horizonte, la luz que proviene de ella tiene que atravesar más capas de atmósfera. Esto dispersa el azul y deja el amarillo, el naranja y el rojo.  Esta es también la razón por la que la Luna aparece roja durante un eclipse lunar parcial o total profundo. 